# Super Nintendo Entertainment System

Logo del Super Famicom

Il Super Nintendo Entertainment System (SNES), comunemente abbreviato in Super NES o Super Nintendo, è una console per videogiochi a 16 bit sviluppata dalla giapponese Nintendo e commercializzata nel 1990 in Giappone e Corea del Sud, nel 1991 in America del Nord, nel 1992 in Europa e Oceania e nel 1993 in America del Sud. In Giappone, la console è chiamata col nome di Super Famicom (スーパーファミコン?, Sūpā Famikon) (SFC); in Corea del Sud, dov'è è stata distribuita da Hyundai Electronics, è conosciuta invece come Super Comboy (슈퍼 컴보이?, Syupeo KeomboiLR).
Durante il suo ciclo di vita lo SNES ebbe un importante successo commerciale e divenne ben presto la console più venduta e diffusa dell'epoca dei 16-bit, nonostante un inizio a rilento dovuto alla popolarità del concorrente Sega Mega Drive, macchina con la quale competé per buona parte della sua storia.
Lo SNES rimase popolare anche durante l'epoca dei 32-bit, grazie ad una nutrita schiera di appassionati, collezionisti e produttori di videogiochi homebrew, tanto che la sua dismissione definitiva avvenne soltanto nel 2003, dopo oltre tredici anni dalla messa in vendita originale

## Storia

### Il progetto e la collaborazione iniziale con Sony
Verso la fine degli anni ottanta le prime console a 16 bit come ad esempio il TurboGrafx-16/PC Engine prima ed il Sega Mega Drive dopo, macchina decisamente più potente, iniziarono rapidamente a rubare quote di mercato a Nintendo. Nelle prime fasi di progettazione dello SNES, Nintendo mise a punto un lettore esterno di CD per poter competere con le nuove macchine che arrivavano sul mercato. La Nintendo non era mai stata troppo interessata allo sviluppo di espansioni e periferiche; decise però di avviare le trattative con Sony nel 1988, chiamando il nuovo prototipo Super NES CD-ROM ponendo a capo del progetto Ken Kutaragi.
Le due società però non trovano l'accordo e Nintendo cancellò il progetto in segreto e al CES estivo del 1991 dichiarò l'intesa con Philips, per la produzione di un lettore CD compatibile con il nuovo formato CD-i. Al secondo tentativo le due compagnie trovano un'intesa e venne completato un prototipo del lettore esterno della console marchiato "Play Station". Dopo aver già distribuito i kit di sviluppo per i produttori di software e poco prima del lancio sul mercato nel tardo 1992 Nintendo fece marcia indietro e decise di non commercializzare il nuovo lettore CD. Sony, delusa dal partner commerciale, proseguì lo sviluppo del prodotto ideato per conto della Nintendo che portò all'ideazione della PlayStation.

### Il lancio sul mercato
La soluzione fu la messa a punto di una nuova console a 16 bit tecnicamente all'avanguardia, che debuttò in Giappone il 21 novembre 1990 con il nome di Super Famicom, messa in vendita al prezzo di 25.000 yen. La console riscosse immediatamente un successo incredibile: le 300.000 unità distribuite per il lancio vennero esaurite in pochissime ore. A trascinare le vendite della console contribuì anche il gioco Super Mario World, incluso gratuitamente all'interno della confezione.
Nonostante il nome di Super Famicom fosse stampato in caratteri latini su ogni unità giapponese, nei primi mesi di vendita della console in Giappone si diffuse, attraverso la stampa specializzata, anche la grafia errata di Super Famicon. In particolar modo ne fece largo uso la rivista The Games Machine nei suoi articoli sulla nuova console Nintendo. Probabilmente l'errore fu frutto una svista nella traduzione di testi giapponesi, nei quali il nome della macchina era trascritto solo in katakana. In katakana infatti, la parola Famicom è translitterata tenendo conto che si tratta di una contrazione di Family Computer  (ファミリーコンピュータ? Family Konpyūtā), quindi un errore del genere nella translitterazione inversa era altamente probabile che si verificasse.

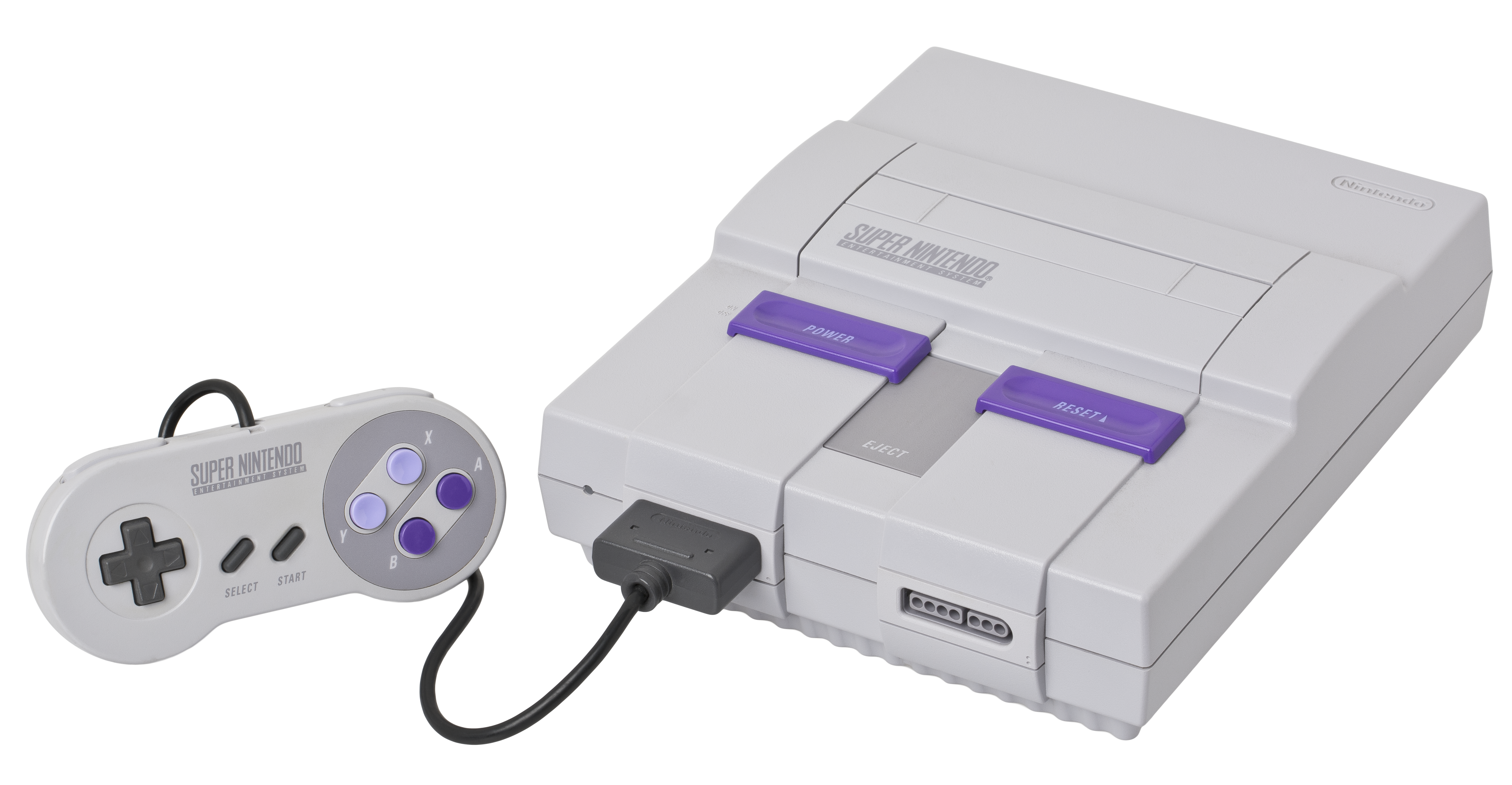
Versione statunitense del Super Nintendo

Il 13 agosto 1991 la console viene presentata negli USA con il nome di Super Nintendo Entertainment System e con un aspetto più squadrato rispetto a quello della versione giapponese ed europea nonché coi pulsanti dei gamepad realizzati in due sfumature di viola anziché di quattro colori. Anche su questo mercato la console ottiene da subito un buon successo ma per riguadagnare il terreno perso nei confronti del Mega Drive, arrivato con un anno di anticipo, Nintendo fu costretta a rivedere le politiche commerciali con gli sviluppatori software, permettendo loro di non dover più attendere almeno 2 anni prima di poter pubblicare un gioco per un'altra console se questo è sviluppato per una console Nintendo: una politica, questa, nata ai tempi del NES.
In Europa lo SNES giunge nella primavera del 1992 (nella versione giapponese e non nordamericana) ma qui l'accoglienza è leggermente differente: il ritardo di 2 anni dell'uscita dello SNES rispetto al Mega Drive costringe la console Nintendo a dover rincorrere la rivale Sega, che si è costruita una solida base di giocatori. Grazie alle campagne pubblicitarie che mostrano la potenza dei chip grafici della console nonché la conversione del famoso gioco arcade Street Fighter II: The World Warrior lo SNES non solo recupera il terreno ma scavalca anche il Mega Drive, vincendo alla lunga la cosiddetta "guerra delle console" con Sega. Nelle prime versioni venne incluso il gioco Super Mario World mentre in seguito furono abbinati altri titoli come Donkey Kong Country e Street Fighter 2. La macchina raggiunge quasi gli stessi livelli di vendite del Mega Drive nella stagione natalizia del 1992 e nel 1993 li supera, divenendo la console più popolare negli USA.

### Il successo e la diffusione
La console al pari del NES ebbe un successo mondiale; in Giappone il Mega Drive non riuscì mai a decollare e mai costituì una minaccia: lo SNES aveva la fetta più grande del mercato all'epoca del boom delle macchine a 16 bit mentre la seconda posizione era appannaggio del PC Engine della NEC. La fine dell'era dei 16 bit vide il Super Nintendo ottenere un successo mondiale maggiore rispetto alla concorrenza, e diventare quindi la console casalinga più venduta della sua epoca. Titoli come Donkey Kong Country e Star Fox, usciti quando stavano comparendo le console di nuova generazione come la Sony PlayStation ed il Sega Saturn, permisero allo SNES di poter dire ancora la sua nei confronti dei sistemi a 32 bit.

### La seconda versione e la dismissione

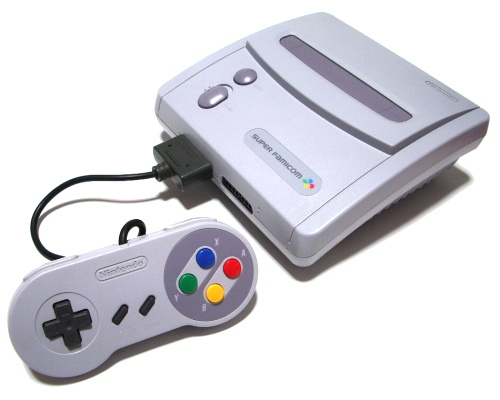
Seconda versione giapponese della console, realizzata nel 1997

Nintendo nel 1997 commercializzò in Giappone una versione aggiornata dello SNES modificata solo esteriormente ma perfettamente compatibile con la libreria giochi esistente chiamata Super Nintendo Slim/Super Nintendo jr. Gli switch a slitta di accensione e reset del primo modello sono stati sostituiti con pulsanti più affidabili e spostati sulla sinistra, le cartucce possono essere estratte manualmente senza l'uso del pulsante Eject, l'architettura interna è stata rivista con l'impiego di componenti più recenti che, pur non migliorando la performance del sistema, hanno permesso al produttore di risparmiare notevolmente sui costi; ed includeva il gioco Super Mario World 2: Yoshi's Island. L'anno successivo viene messa in vendita una versione aggiornata del Famicom denominata Super Famicom Jr., del quale sono state realizzate versioni pirata dello Snes jr, che differiscono dall'originale per una componentistica interna differente (rimangono però compatibili con tutti i giochi per SNES) e alcune minime differenze esteriori. Nonostante la sua dismissione nel 1998 in Europa e il 30 novembre 1999 nel Nord America, in Giappone rimase commercializzata fino al 25 settembre 2003.

### La versioneminidel 2017
Il 26 giugno 2017 Nintendo ha ufficializzato il rilascio di una riedizione dello SNES chiamata Nintendo Classic Mini Super Nintendo Entertainment System. La console è stata poi messa in vendita a partire dal 29 settembre 2017 e include 21 giochi pre-installati come nel NES Classic Mini.

## Importanza e riconoscimenti
La commercializzazione della console è terminata in Occidente il 30 novembre 1999 mentre in Giappone si è protratta fino al 25 settembre 2003. Nell'arco della sua carriera il Super Nintendo ha venduto 49,10 milioni di unità, di cui 23,35 milioni in America, 17,17 milioni in Giappone e le restanti in Europa e Australia. Sebbene non sia riuscito a ripetere il successo del Nintendo Entertainment System, il quale ha venduto quasi 62 milioni di unità, il Super Nintendo è stata la console più venduta della sua era ed ha ottenuto vari riconoscimenti da parte della critica specializzata:
- nel 2007 GameTrailers nominò lo SNES la seconda più grande console di tutti i tempi, posizionandolo al secondo posto nella lista delle 10 console che hanno lasciato il segno nella storia del videogioco, e lodandolo per la grafica, il sonoro, e il parco titoli di grande qualità[18]. Nel 2015 lo nominò il miglior sistema mai prodotto dalla casa di Kyoto, definendo il suo parco titoli il migliore in assoluto per una console Nintendo[19].
- Nel gennaio 2008 Don Reisinger[20] definì lo SNES la più grande console di tutti i tempi, lodandone la grande qualità del software e dell'hardware[21].
- Nel 2008 GamingExcellence definì il Super Nintendo la miglior console di tutti i tempi, posizionandolo al numero uno nella lista delle "10 più grandi console della storia", esaltandone i giochi, l'innovativo design del controller, e le capacità grafiche[22].
- Nel 2008 GameDaily posizionò lo SNES al numero cinque nella sua top ten delle migliori console[23].
- Nel 2009 IGN inserì lo SNES al numero quattro nella lista delle 25 migliori console della storia[24].

## Videogiochi
Secondo una banca dati vennero pubblicati ufficialmente 1756 giochi per SNES, in numero variabile a seconda delle regioni Giappone, Europa e Nordamerica.
Secondo una selezione fatta dalla rivista Retro Gamer, dichiaratamente approssimativa data la difficoltà di scelta, i dieci più grandi giochi per Super Nintendo sono Super Mario World, The Legend of Zelda: A Link to the Past, Super Metroid, Super Mario Kart, Street Fighter II, F-Zero, Donkey Kong Country, Star Fox, Super Probotector: Alien Rebels, Super Ghouls 'n Ghosts.
In una selezione successiva, basata sul sondaggio dei lettori, vennero nominati anche Street Fighter II Turbo, Super Mario World 2, Secret of Mana, Pilotwings, Super Castlevania IV, Final Fantasy VI, Chrono Trigger, Super Bomberman, Super Tennis, Super Mario All-Stars, EarthBound, Super Aleste, Donkey Kong Country 2, Zombies Ate My Neighbors, Cybernator, ActRaiser, SimCity.
Molti titoli originari della console sono ancora ricordati dalla critica come alcuni dei più celebri videogiochi di tutti i tempi. The Legend of Zelda: A Link to the Past, considerato da IGN il miglior gioco in assoluto per Super Nintendo, si attestò come uno dei capitoli più memorabili della serie.
Super Metroid, il terzo capitolo della saga, grazie alla commistione d'elementi di azione, avventura ed esplorazione, fu un grande successo di critica e pubblico, e ancora oggi è spesso ricordato come uno dei più grandi videogiochi, e uno dei migliori titoli disponibili per Super Nintendo.
Final Fantasy VI, pubblicato da Square nel 1994, sconvolse radicalmente lo schema di tutti i giochi di ruolo, introducendo nel genere una trama ricca, complessa, matura e narrata da molteplici punti di vista, un'ambientazione steampunk (che deviava rispetto ai mondi fantasy presenti in precedenza nel genere), un vasto cast di complessi personaggi privo di un vero e proprio protagonista, un gameplay rivoluzionario e una colonna sonora che venne ripetutamente nominata la migliore della storia videoludica. È considerato da IGN come il più grande gioco di ruolo in assoluto e in generale uno dei più celebri titoli videoludici di sempre, mentre il sito web RPGamer arriverà a definirlo il miglior videogioco di tutti i tempi.

## Caratteristiche
Il caricamento delle cartucce-gioco avviene nella parte superiore della macchina con un meccanismo che si è dimostrato molto più affidabile e a prova di polvere di quello che caratterizzava il Nintendo Entertainment System. Le porte dei controllers (2) sono sul davanti; gli sliders Power e Reset sono in alto e ben riconoscibili per il loro colore viola. Fra i due sliders c'è il pulsante di espulsione meccanica della cartuccia. Le confezioni in vendita sono state varie, con 1 o 2 controllers inclusi e giochi differenti (Super Mario World o Killer Instinct e Super Mario All-Stars).
L'uscita video della macchina funziona anche in modalità RGB attraverso un cavo SCART (versioni PAL e NTSC) o attraverso un cavo S-video (solo versione NTSC) collegato all'uscita MULTI-OUT della console la qualità ottenibile è così maggiore rispetto all'utilizzo di un cavo composito (sempre collegato all'uscita MULTI-OUT) o di un cavo RF.

### Effetti e tecniche

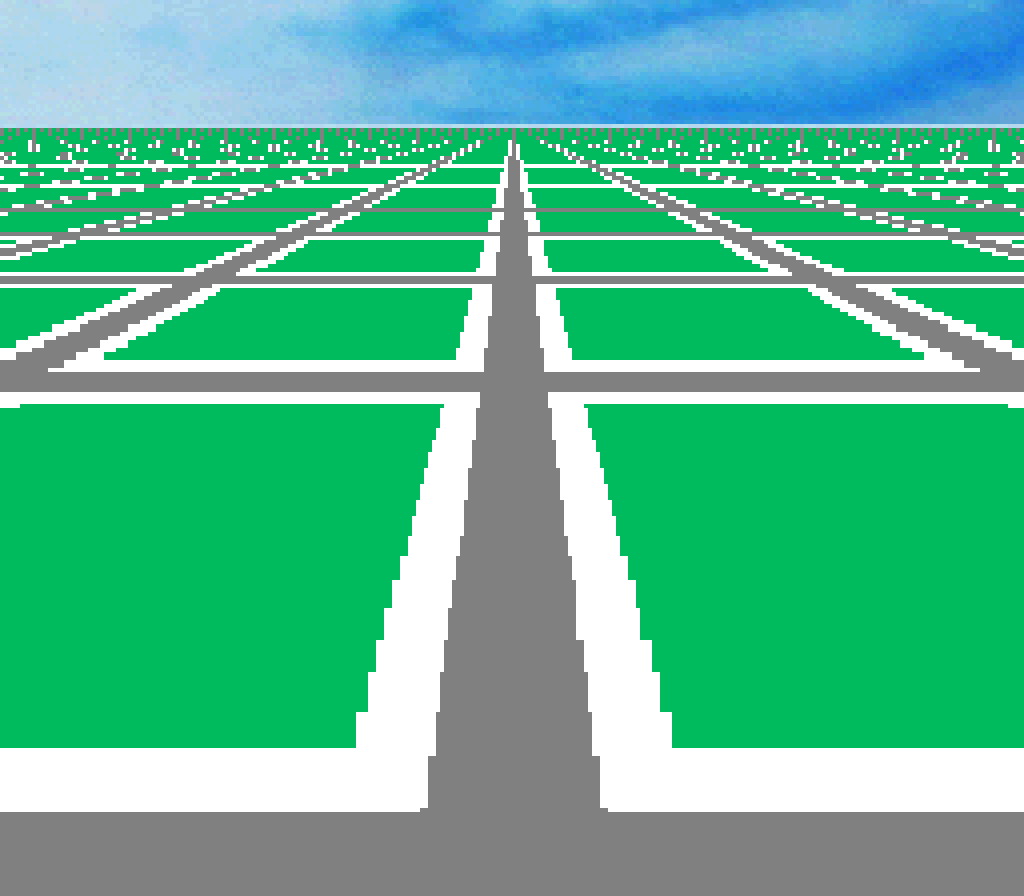
Esempio di Mode 7

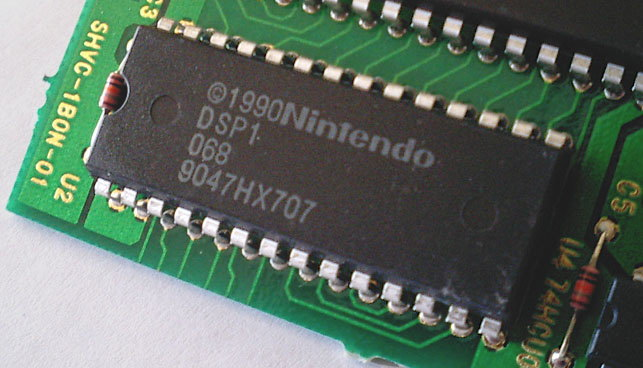
DSP utilizzato in alcune cartucce

Lo SNES è dotato di sette hardware modes come la rotazione, la trasparenza e lo scaling (che permette di variare la dimensione degli sprite). Essi sono routine speciali programmate nell'hardware grafico della console, che effettuano queste complesse operazioni senza gravare direttamente sul carico di lavoro della CPU.

#### Rotazione
Ai tempi del NES, gli effetti di rotazione erano difficili da realizzare perché per produrre movimenti fluidi sono necessarie animazioni costituite da un gran numero di frames, con gran dispendio di spazio di memorizzazione. Lo SNES può ruotare ogni sprite via hardware in tempo reale, con un risultato estremamente fluido. La rotazione può essere utilizzata anche nei giochi in cui l'azione viene ripresa dall'alto e lo sfondo si muove in tutte le direzioni in funzione dei movimenti del personaggio.

#### Scaling
Lo scaling consiste nel variare le dimensioni di uno sprite o sfondo. Partendo da uno sprite e ingrandendolo diventano macroscopici i singoli pixel e l'immagine diviene cubettosa. Se la definizione dello sprite è molto alta, però, quest'effetto negativo è meno evidente, ma il consumo di memoria è considerevole. Per ottenere lo scaling su NES era necessario disegnare tanti sprites/frames quante diverse grandezze si volevano riprodurre; di conseguenza era un effetto nemmeno pensabile a meno che lo sprite di partenza non fosse minuscolo. Un buon esempio di scaling su SNES è in Contra 3, dove un aereo compare dall'orizzonte e vola verso il giocatore sganciando bombe a ripetizione.

#### Trasparenza
Lo SNES è in grado di rendere gli sfondi e gli sprites semitrasparenti. Sono possibili effetti spettacolari come la rappresentazione di nuvole, laser, pioggia, fuoco e effetti d'acqua. Un esempio è la nebbia che circonda la casa dei fantasmi in Super Mario World.

#### Mode 6
Una modalità video interlacciato - noto come Mode 6 - può supportare una risoluzione simulata di 512x448 pixel con fino a 128 colori.

#### Mode 7
Il Mode 7 riesce a manipolare grossi sfondi ruotandoli o scalandoli per creare illusioni tridimensionali come ad esempio il volo su un paesaggio. Questa tecnica è impiegata in molti giochi come F-Zero, Super Mario Kart, Final Fantasy VI, Pilotwings, Secret of Mana e Secret of Evermore. Alcuni di questi titoli utilizzano anche il chip DSP aggiuntivo.

### Chip speciali
Un'altra caratteristica dello SNES è la possibilità di avere chip aggiuntivi direttamente sulle cartucce gioco. Tali chip potenziano la macchina mettendola in grado di eseguire operazioni altrimenti impossibili. Inoltre tale soluzione consente di tenere bassi i costi costruttivi della console.
C4
Prodotto da Capcom, è utilizzato per creare effetti di trasparenza ancora migliori (ad es. effetti subacquei o pioggia) e effetti 3D in Mega Man X2 e Mega Man X3, gli unici giochi che lo utilizzano.
SA 1
Il chip Super Accelerator 1 (SA1) viene utilizzato in 34 giochi SNES, incluso il popolare gioco di ruolo Super Mario RPG.
Questo DPS è Simile alla CPU 5A22 nella console SNES ma con un clock di 10,74 MHz, RAM più veloce ed aggiuntiva condivisa, nuove modalità DMA come il trasferimento da bitmap a bit plane, capacità di mappatura della memoria e funzioni aritmetiche (moltiplicazione, divisione e cumulativa).
L'SA1 contiene un core del processore basato sul 65C816 con diversi timer programmabili. L'SA1 non funziona come CPU slave per il 5A22; entrambi possono interrompersi a vicenda indipendentemente.
DSP
Il DSP (Digital Signal Processor), creato dalla stessa Nintendo, è il più utilizzato dei chip aggiuntivi ed è stato implementato per la prima volta nel gioco Pilotwings.
Il chip usa un coprocessore matematico che consente di gestire calcoli complessi in termini di scaling e sfondo in Mode 7, velocizzando i giochi che utilizzano queste funzionalità. Il chip viene utilizzato più di 15 titoli, come Votoms - The Battling Road, Ballz, F1 ROC II: Race of Champions, Pilotwings, Super Mario Kart, Super Air Diver, e Dungeon Master
DSP 2
È una versione avanzata del chip DSP per aumentare la velocità del processore da 3,58 MHz a 8 MHz. Una delle prime cartucce a essere dotate del DSP2 è stata Ace no Nerae (1993). Il suo scopo principale è convertire i dati dell'immagine bitmap Atari ST nel formato bitplane SNES . Fornisce inoltre capacità di ridimensionamento dinamico ed effetti di trasparenza.
DSP 3
Usato solo nella cartuccia SD Gundam GX principalmente per il rendering dei titoli del gioco, il chip aiuta la CPU nelle attività come il calcolo della prossima mossa AI, la decompressione bitstream Shannon – Fano e la conversione bitplane della grafica.
DSP 4
Usato nella cartuccia Top Gear 3000 per il rendering dei tracciati soprattutto nei periodi in cui la pista si dirama in più percorsi.
S-DD1
Il chip S-DD1 è un decompressore ASIC realizzato da Nintendo per l'utilizzo in alcune game pak del Super Nintendo Entertainment System . Progettato per gestire i dati compressi dall'algoritmo ABS Lossless Entropy Algorithm, una forma di codifica aritmetica sviluppata da Ricoh, il suo utilizzo è necessario nei giochi in cui vengono compresse enormi quantità di dati sprite con un limite di progettazione totale di 32 megabit. I dati vengono decompressi dinamicamente dall'S-DD1 e forniti direttamente all'unità di elaborazione delle immagini. L'S-DD1 media tra la CPU Ricoh 5A22 del Super NES e la ROM del gioco tramite due bus. Tuttavia, il processore 5A22 di controllo potrebbe ancora richiedere dati normali non compressi dalla ROM del gioco anche se l'S-DD1 è già impegnato con un'operazione di decompressione. Questa forma di parallelismo consente di decomprimere i dati dello sprite mentre altri tipi di dati vengono passati rapidamente alla CPU principale. Star Ocean e Street Fighter Alpha 2 sono gli unici giochi che utilizzano questo chip.
Super FX
Il chip Super FX è un coprocessore matematico sviluppato dall'europea Argonaut Software, specializzato nell'aiutare lo SNES nella rappresentazione di mondi 3D fatti da poligoni, texture e gestione delle sorgenti luminose. Le cartucce con il chip FX portano la velocità del processore da 3,58 MHz a 10,5 MHz. Il chip migliora anche i normali giochi in due dimensioni. È stato impiegato in Star Fox, Stunt Race FX, Dirt Trax FX e Vortex.
Super FX 2
Come il precedente, ma ancor più potente, spinge la velocità del processore a 21,0 MHz. Il chip è costituito da due chip ognuno con una velocità di 10,5 MHz, capace di renderizzare un massimo di 2.048 Poligoni al secondo. I giochi che lo utilizzano sono: Super Mario World 2: Yoshi's Island, Dirt Racer, Doom, Winter Gold e il mai pubblicato Star Fox 2.

## Specifiche tecniche
- Central Processing Unit:
  - Ricoh 5A22, CPU basata sul WDC 65C816 a 16 bit[47]
  - Clock di 21 MHz, anche se per accedere ai registri ed alla memoria la sua velocità viene scalata a 3,58 MHz (registri hardware), a 2,68 MHz (RAM e ROM) e 1,79 MHz (registri hardware)[47]
- Graphics Processing Unit:
  - 2 coprocessori grafici denominati Ricoh 5C77 (PPU1) e Ricoh 5C78[47]
  - Possibilità di renderizzare fino a 128 sprite simultaneamente (32 per linea) con risoluzione massima di 64×64 pixel[48]
  - 32.768 colori totali (256 contemporaneamente presenti sullo schermo)[48]
  - Risoluzione:
256×224 / 256×239 / 512×224 / 512×239 pixel (Scansione progressiva)
512×448 / 512×478 pixel (Scansione interlacciata)
- Memoria:
  - 128 Kbyte on board
    - 64 Kbyte VRAM dedicata al processore video
    - 64 Kbyte dedicati al processore audio.
- Sonoro:
  - Sony SPC700-8 bit a 8 canali.
- Supporti di Memorizzazione:
  - Cartucce elettroniche da 2 Mbit a 48 Mbit

## Periferiche

### Prodotte da Nintendo

#### SNES Mouse

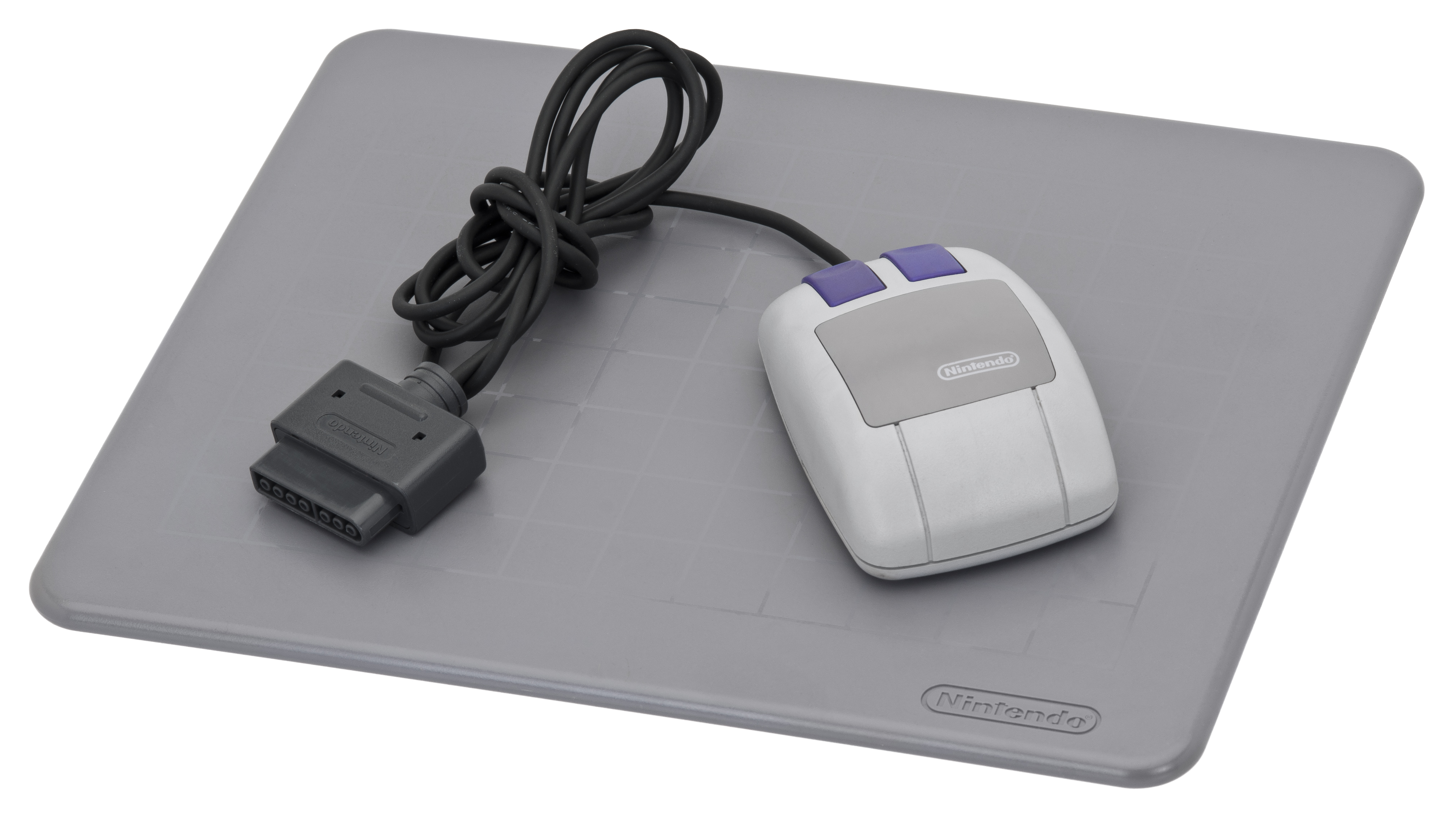
SNES Mouse

Periferica pubblicata il 14 luglio 1992 in Giappone e l'anno successivo nel resto del mondo, consiste in un mouse simile a quello del Personal computer, inizialmente concepito per il gioco Mario Paint. In seguito vennero pubblicati vari titoli compatibili con questa periferica.

#### Super Scope

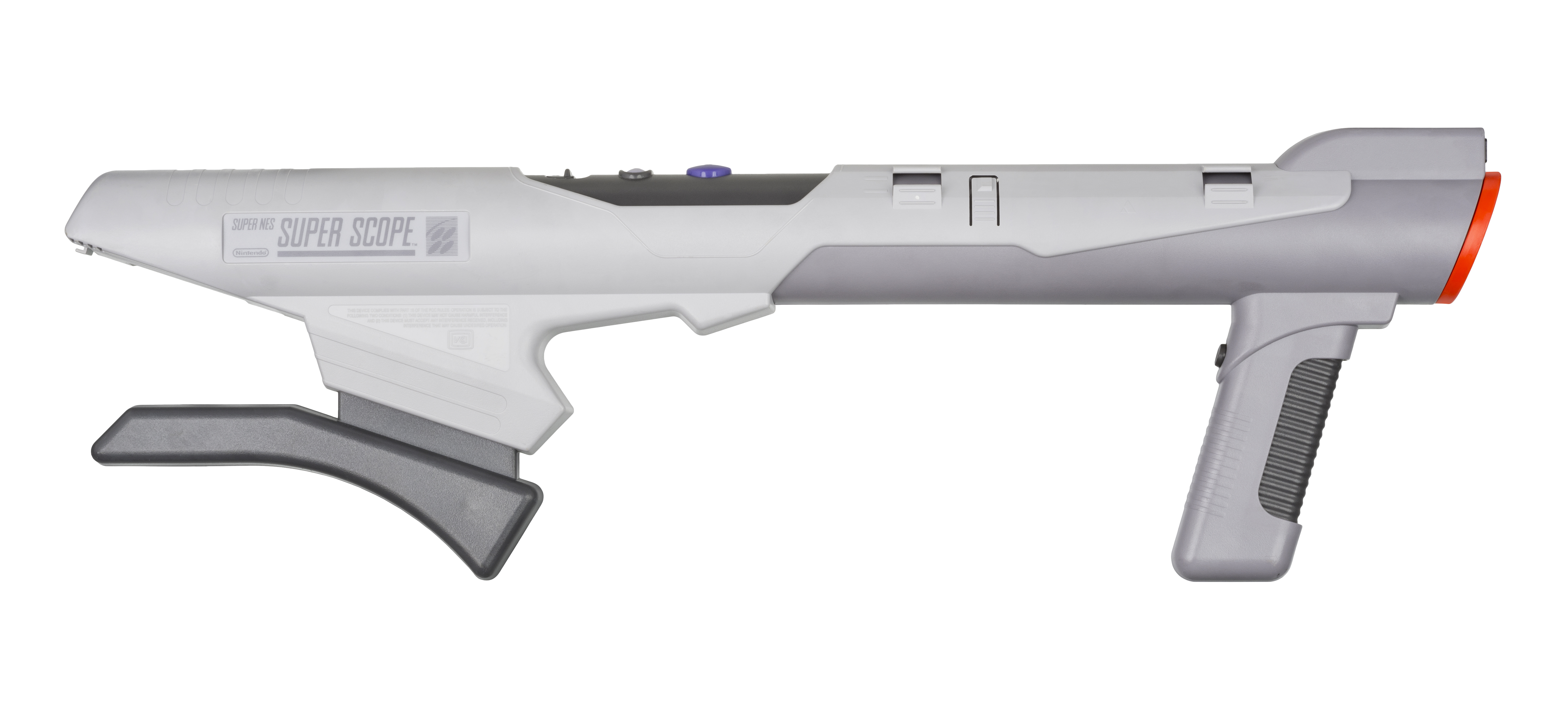
Super Scope

Si tratta della pistola ottica del Super Nintendo, prodotta dalla Nintendo nel 1992. A differenza della precedente NES Zapper e delle precedenti pistole ottiche per console in generale, che presentano di solito le fattezze di una pistola o un fucile, l'aspetto del Super Scope ricorda una specie di bazooka di colore grigio, completo di appoggio per la spalla e pulsante di fuoco posto sulla parte superiore. Con i suoi 58,4 cm di lunghezza, era molto più ingombrante di una tipica pistola ottica. Altra importante novità era il collegamento wireless a infrarossi, che richiede però ben sei batterie.
Il lancio della periferica avvenne negli Stati Uniti, con una cartuccia allegata contenente sei videogiochi, al prezzo di 59,99 dollari. Risultò però poco pratica per via del suo ingombro e del pulsante collocato in alto, scomodo per i giochi più frenetici, e il consumo di batterie era relativamente costoso. In ogni caso, dal punto di vista economico, probabilmente il Super Scope non fu un grosso fallimento, infatti spinse la concorrente Sega a produrre un accessorio simile, il Menacer. Ma anche per chi apprezzò il Super Scope, uscirono soltanto otto giochi compatibili subito dopo il lancio, e altri due successivamente. Secondo la testimonianza di Ste Pickford, uno degli sviluppatori di Tin Star, la stessa Nintendo era ben poco interessata al progetto del gioco, commissionato solo per formare il parco titoli necessario del Super Scope.

#### Nintendo Power
Cartuccia particolare pubblicata nel solo Giappone, contenente al suo interno una memory card, nella quale era possibile scaricare, attraverso dei chioschi pubblici predisposti, vari giochi per poco prezzo.

#### Super Game Boy
Cartuccia che permette l'esecuzione dei videogiochi sviluppati per Game Boy.

#### Satellaview

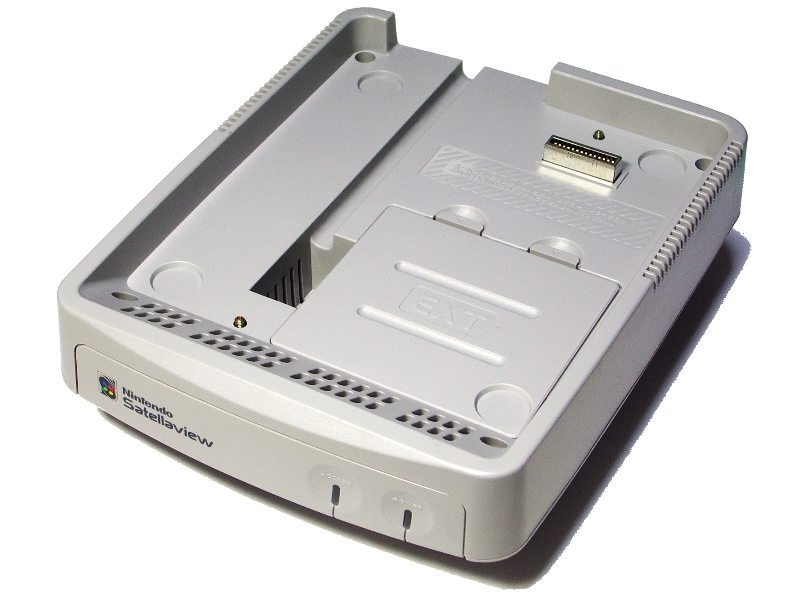
Satellaview

Satellaview è una periferica per il Super Nintendo, commercializzato solo in Giappone a partire dal 1995 fino al 2000. Permetteva di ricevere il segnale criptato della stazione radio satellitare St.GIGA, sussidiaria della televisione satellitare WOWOW. Le trasmissioni avvenivano in una certa fascia oraria, chiamata Super Famicom Hour, durante la quale gli abbonati potevano ricevere videogiochi (sia titoli già commercializzati, sia appositamente realizzati per il sistema), riviste elettroniche e contenuti addizionali per alcuni titoli. I dati venivano archiviati in una apposita cartuccia dotata di una memoria riscrivibile di 8 megabit.

#### SNES CD
Progetto di accessorio mai realizzato, consiste in un lettore CD-ROM per Super Nintendo che include anche un proprio chip grafico e avrebbe permesso giochi con superiori capacità audio e video. Inizialmente venne sviluppato in collaborazione con Sony. Da questo progetto mai realizzato derivò la PlayStation.

### Prodotte da terze parti
ASCII Turbo Fire
Si tratta di un accessorio sviluppato dalla ASCII Corporation, e consiste in un dispositivo esterno che permette di salvare le proprie partite. La prima versione uscì per Famicom nel 1986.
Action Replay
Cartuccia di espansione in grado di modificare le caratteristiche dei videogiochi.
BatterUP
Si tratta di un particolare controller a forma di mazza da baseball.
Game Genie

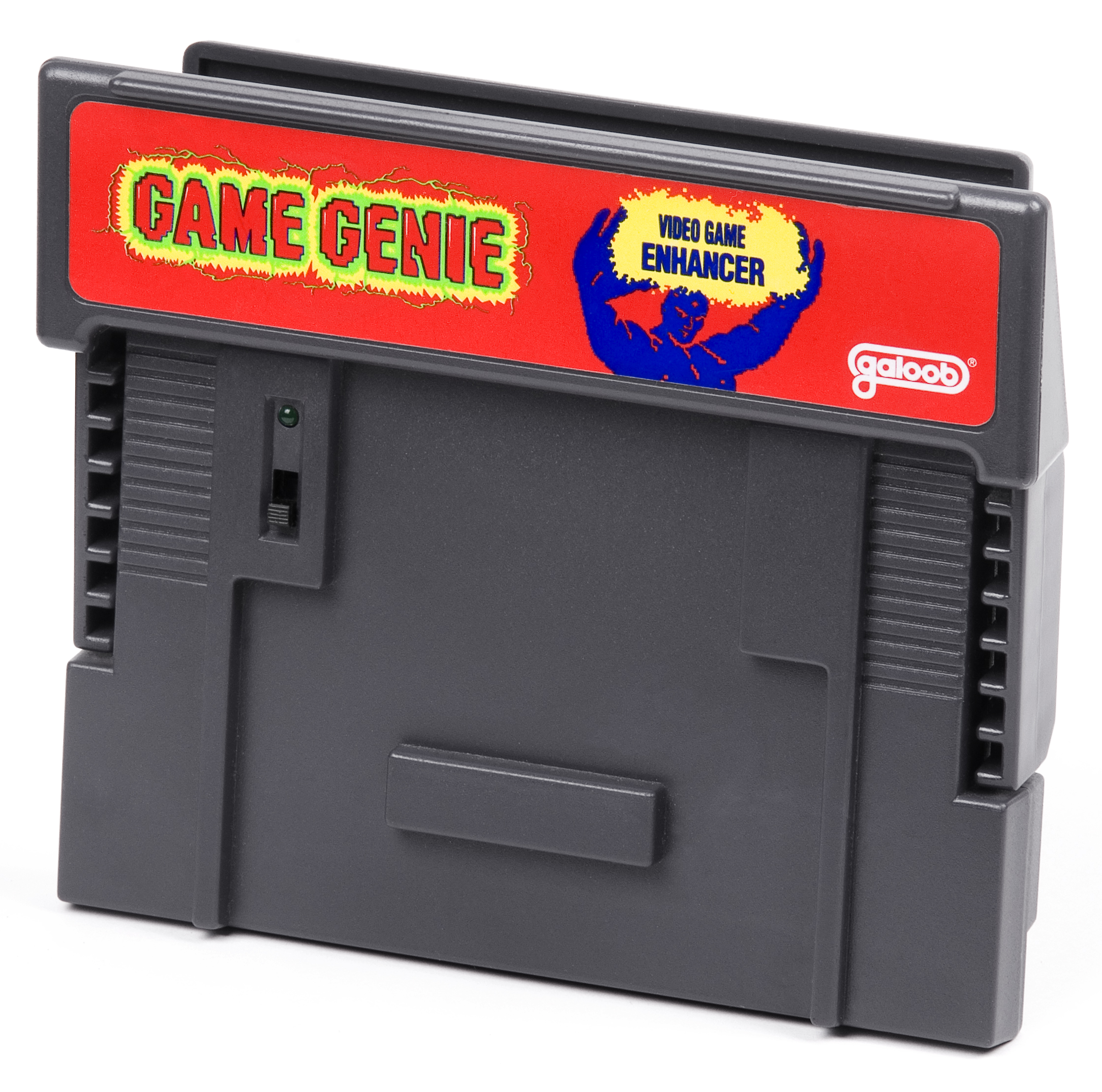
Cartuccia Game Genie nella versione per SNES

Cartuccia speciale per attivare alcuni trucchi.
Konami Justifier
Si tratta di una pistola ottica sviluppata da Konami nei primi anni '90. Simile a una Colt Python, è di colore blu o rosa.
Miracle Piano Teaching System
Tastiera MIDI, compatibile solo con l'omonimo videogioco Miracle Piano Teaching System del 1990.
Super 8
Periferica che permette di giocare i giochi del Nintendo Entertainment System su Super Nintendo.
Voice-kun
Sviluppato da Koei, consiste in un ricevitore a infra-rossi da inserire nella seconda porta controller della console, collegato a un riproduttore di CD audio. Interagisce con alcuni giochi.
XBAND
Un modem non ufficiale per collegare la console a internet.
Turbo Touch 360
Un controller non ufficiale, definito da IGN il nono peggior gamepad della storia.